# Kloster Montederramo
Das Kloster Montederramo (Santa María de Montederramo; Mons Rami) ist eine ehemalige Zisterzienserabtei in der Provinz Ourense in Galicien in Spanien. Es liegt in der Gemeinde Montederramo rund 20 km östlich von Maceda und rund 45 km östlich von Ourense (Orense) auf 920 m Meereshöhe.

## Geschichte
Ein Kloster wurde in Montederramo bereits 1124 von Teresa von Portugal, der Tochter von Alfons VI. von Kastilien, gestiftet. Das Kloster soll sich 1153 oder zwischen 1155 und 1163 dem Zisterzienserorden angeschlossen haben. Es gilt als Tochterkloster der Primarabtei Clairvaux und war Mutterkloster von Kloster Xunqueira de Espadañedo (Junquera), das nicht weit entfernt gelegen ist. Die Verlegung an den jetzigen Standort soll 1160 bis 1163 stattgefunden haben. 1163 wurde das Kloster durch eine Bulle von Papst Alexander III. in seinem Besitz bestätigt. Im 13. und 14. Jahrhundert mehrte sich der Wohlstand des Klosters, u. a. durch Stiftungen der Könige Ferdinand II., Alfons IX., Alfons X., Sancho IV. und Ferdinand IV. 1528 schloss sich das Kloster der kastilischen Zisterzienserkongregation an. Die Klosteraufhebung der Regierung Mendizábal brachte 1835 das Ende des Klosters. Im Jahr 1980 wurde die Anlage restauriert, die Restaurierung der Kirche folgte 1996.

## Bauten und Anlage
Die am Ende des 16. Jahrhunderts umgebaute Klosterkirche stammte ursprünglich aus der zweiten Hälfte des 12. Jahrhunderts und war eine nach dem bernhardinischen Plan errichtete dreischiffige Anlage mit rechteckigem Chor und Querschiff, an das sich auf beiden Seiten je zwei rechteckige Kapellen anschlossen, in der Form eines lateinischen Kreuzes. Die Fassade ist barock überformt.
Die Klausur mit zwei Renaissance-Kreuzgängen befindet sich südlich (rechts) von der Kirche.